# La Petite Hutte (pièce de théâtre)
Pour les articles homonymes, voir La Petite Hutte.
La Petite Hutte est une pièce de théâtre d'André Roussin créée au Théâtre des Nouveautés le 19 décembre 1947. Une dramatique télévisée en a été adaptée en 1965 dans une réalisation d'André Leroux.

## Résumé
Suzanne et son mari Philippe, ainsi que leur ami Henri se retrouvent échoués sur une île déserte, seuls rescapés du naufrage de leur paquebot. Du fait de la promiscuité sur cette île, Henri se retrouve dans l'impossibilité de poursuivre sa liaison avec Suzanne, dont il est l'amant. Exaspéré, il dévoile au mari ses sentiments et lui propose de partager équitablement le temps avec la femme. On s'aperçoit très vite que la proposition ne simplifie pas véritablement l'existence du trio.

## Théâtre des Nouveautés,1947
- Mise en scène : André Roussin
- Décors : Georges Wakhévitch
- Personnages et interprètes :
  - Henry : Fernand Gravey
  - Suzanne : Suzanne Flon puis Anne Caprile[1]
  - Philippe : André Roussin

## Les Célestins, théâtre de Lyon,1953[2]
- Mise en scène : André Roussin
- Décors : Georges Wakhévitch
- Interprètes :
  - Paulette Dubost
  - Philippe Dumat
  - Robert Miller
  - Jean-Paul Blonday
  - Yana Rondolotto[3]

## Théâtre des Nouveautés,1956
- Mise en scène : André Roussin
- Décors : Georges Wakhévitch
- Personnages et interprètes :
  - Henry : Claude Rich
  - Suzanne : Jacqueline Porel
  - Philippe : Pierre Destailles
  - Arthur : Guy Latour

## Théâtre des Nouveautés,1979
- Mise en scène : André Roussin
- Décors : Georges Wakhévitch
- Personnages et interprètes :
  - Henry : Claude Nicot
  - Suzanne : Claire Deluca
  - Philippe : Dominique Paturel
  - Le prince : David Jalil

## Laurette Théâtre, 2014
- Mise en scène : Joyce Franrenet
- Décors : Benjamin Gabrié
- Comédiens :
  - Philippe : Jean-Baptiste Alfonsi
  - Suzanne : Marinelly Vaslon
  - Le prince : Jean-Daniel Bankolé
  - Henri : Gabriel Laborde
- Compositeurs : Baptiste Infray et Sébastien Michelet